# تودای‌جی

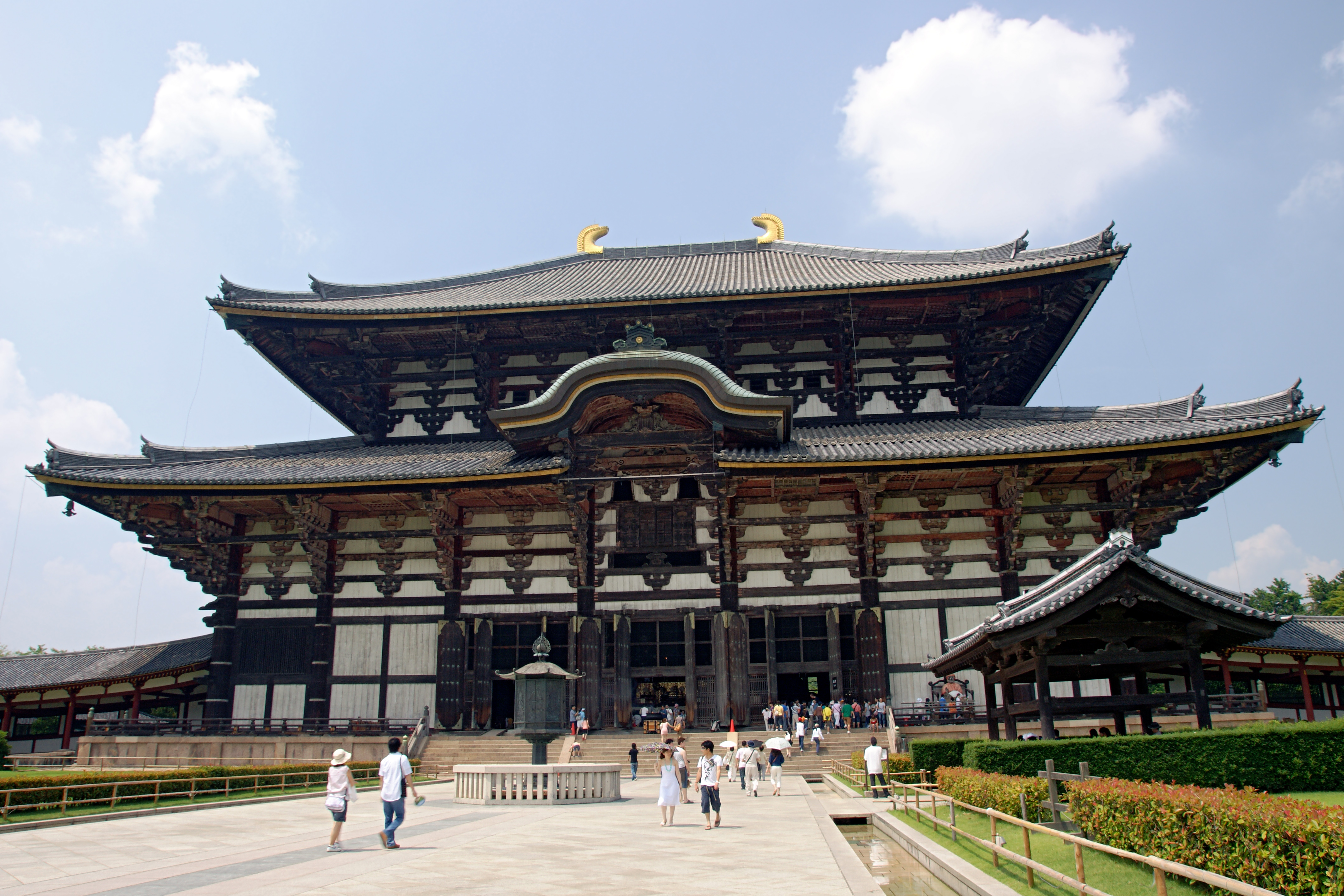
تالار بودای بزرگ (دای‌بوتسودن ,大仏殿)

تودای‌جی Tōdai-ji (به ژاپنی: 東大寺, とうだいじ) به معنی «معبد بزرگ شرقی»، مجتمعی از چندین معبد است که در شهر نارا در کشور ژاپن قرار دارد. تالار بودای بزرگ در این مجتمع، بزرگترین بنای چوبی جهان به شمار می‌رود. 
مجسمه بودا در این مکان نیز بزرگترین مجسمه بودای جهان است. این معبد در فهرست میراث جهانی یونسکو قرار دارد.

## نگارخانه

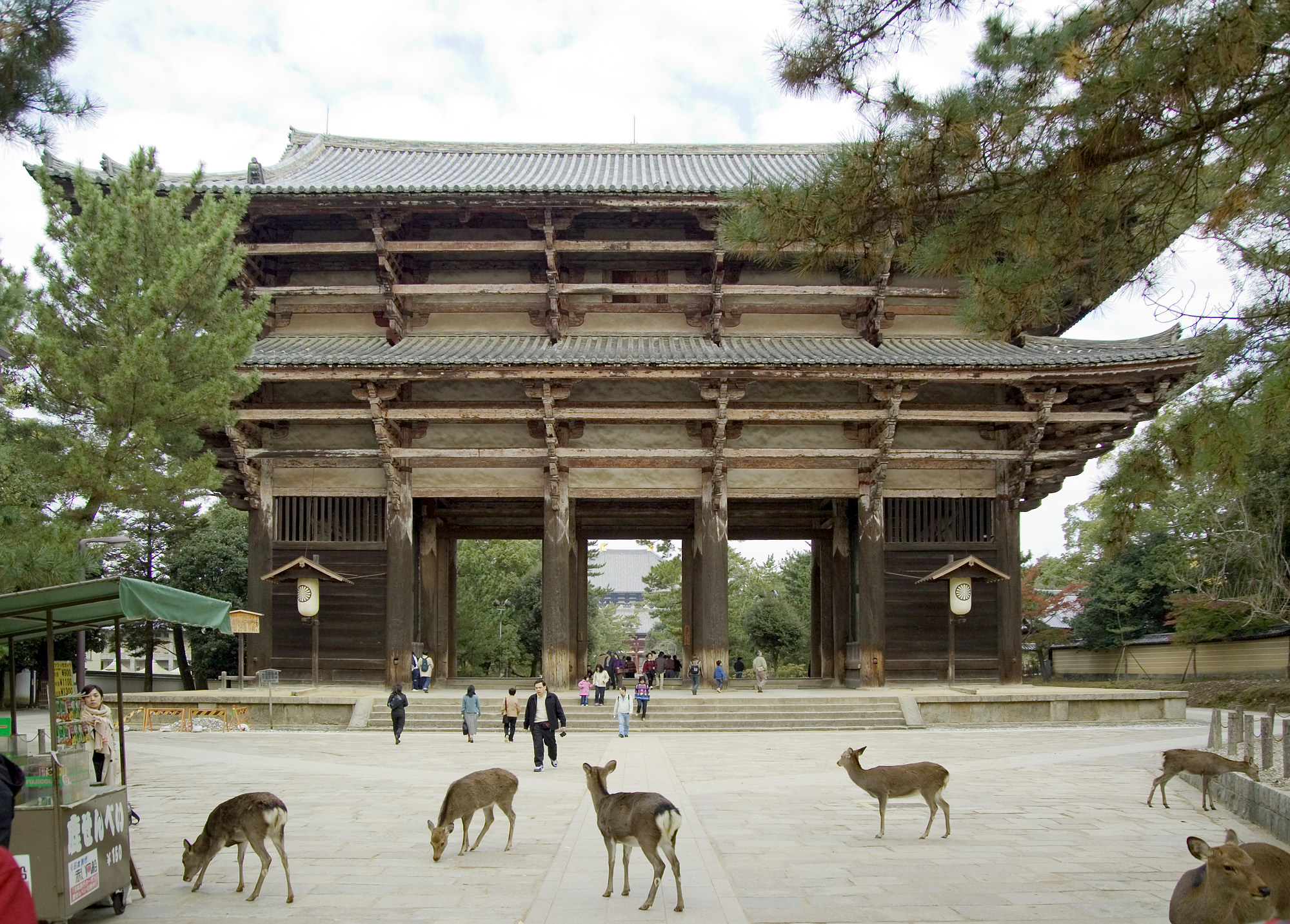
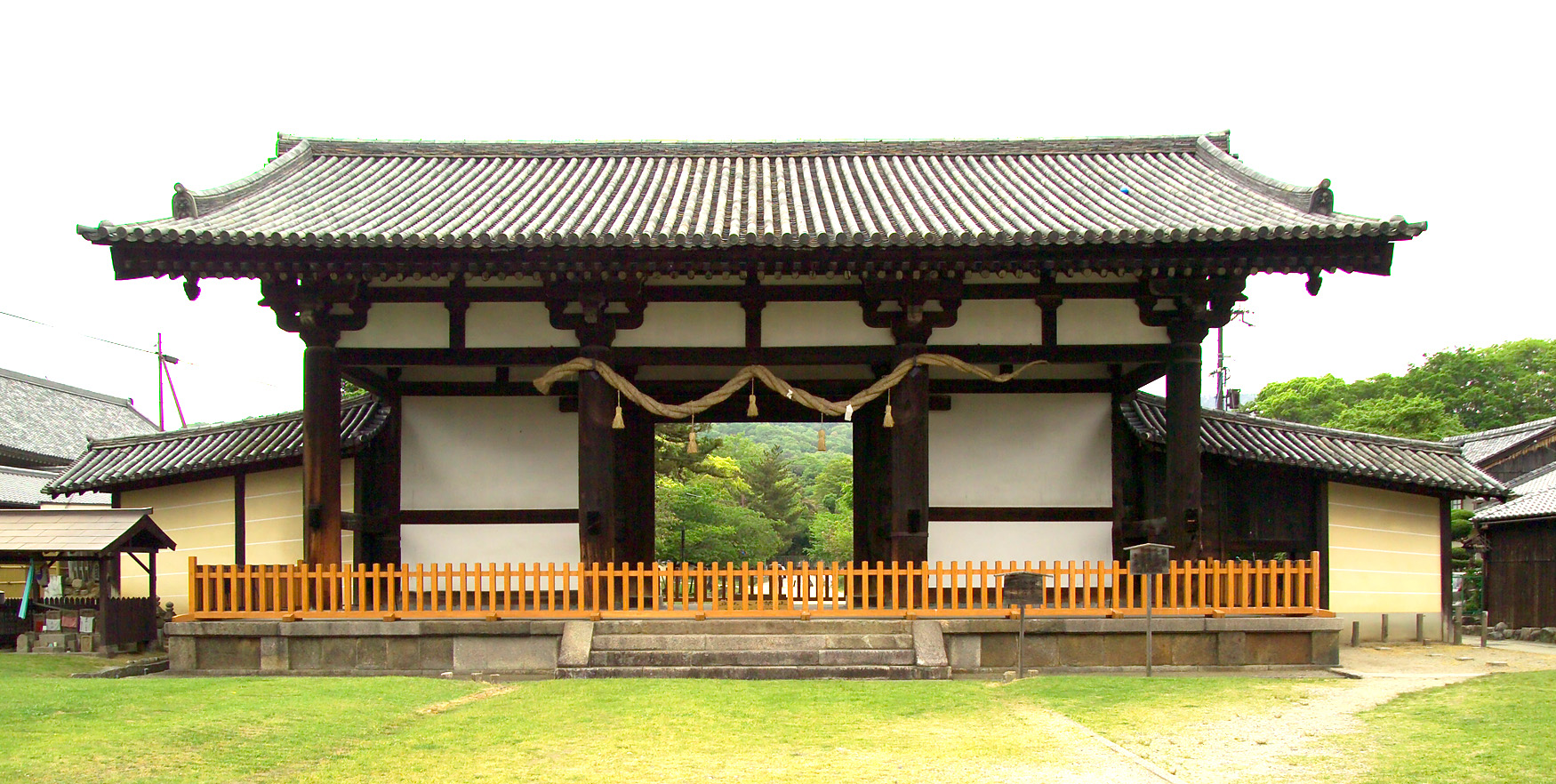
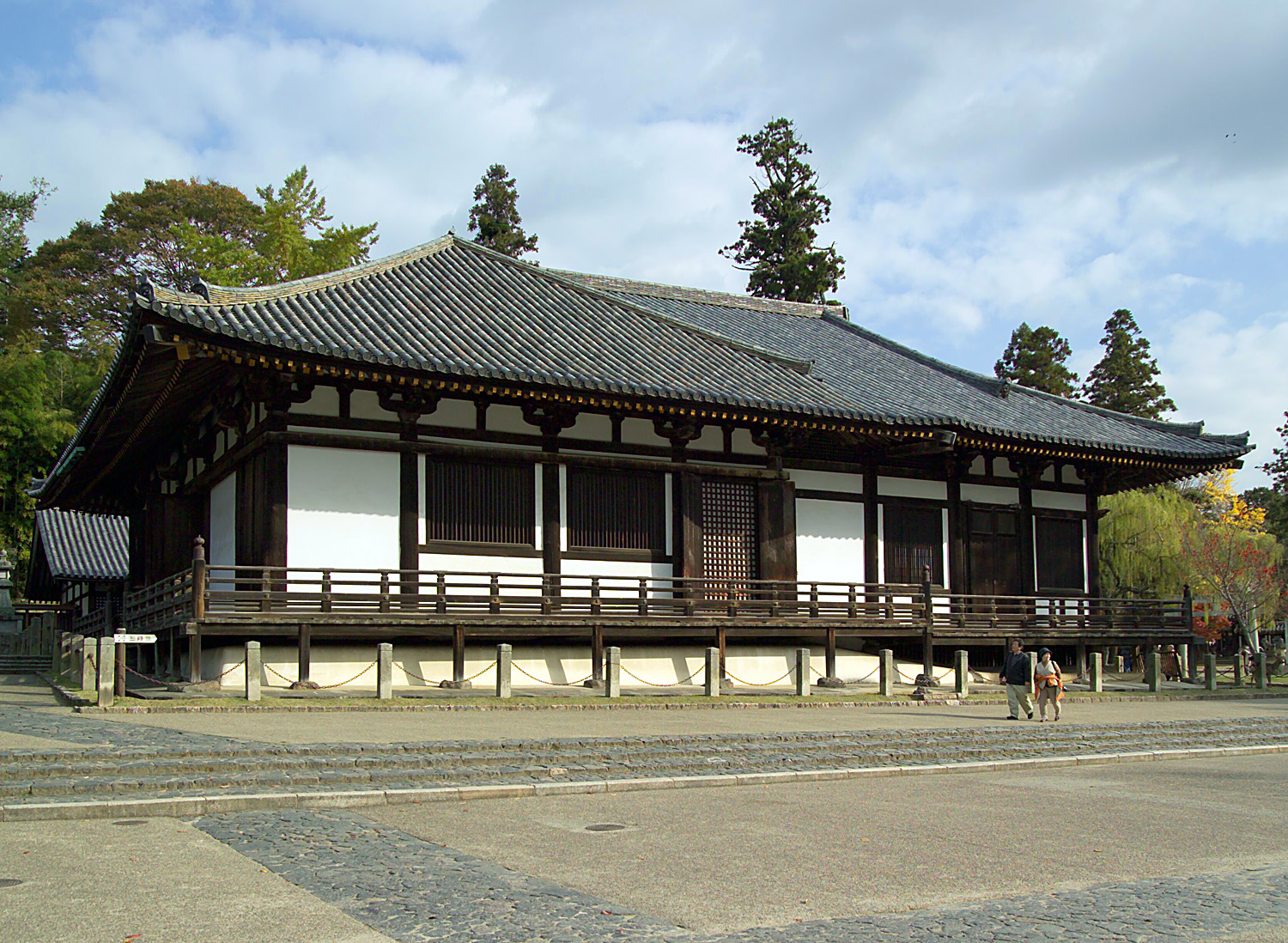
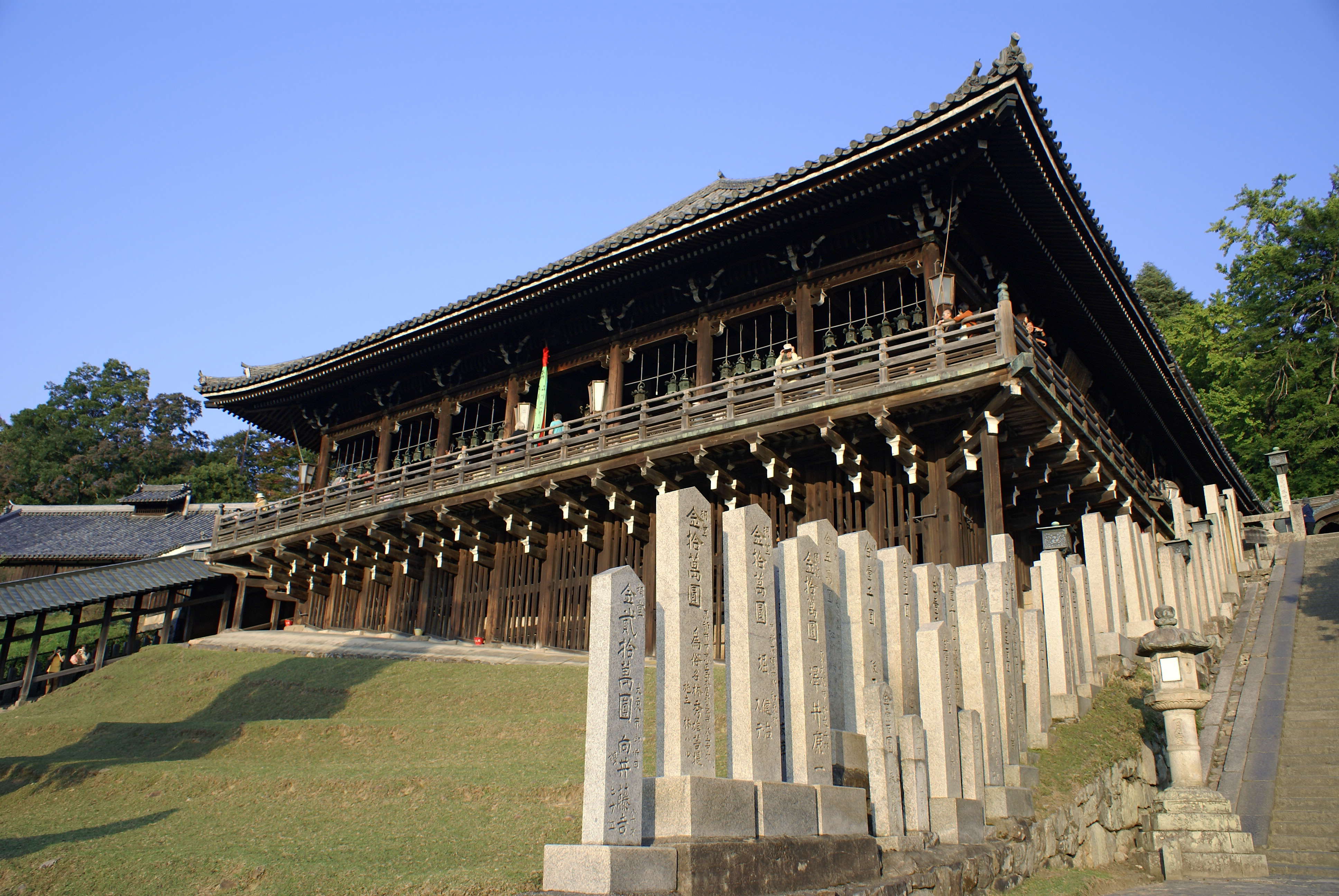
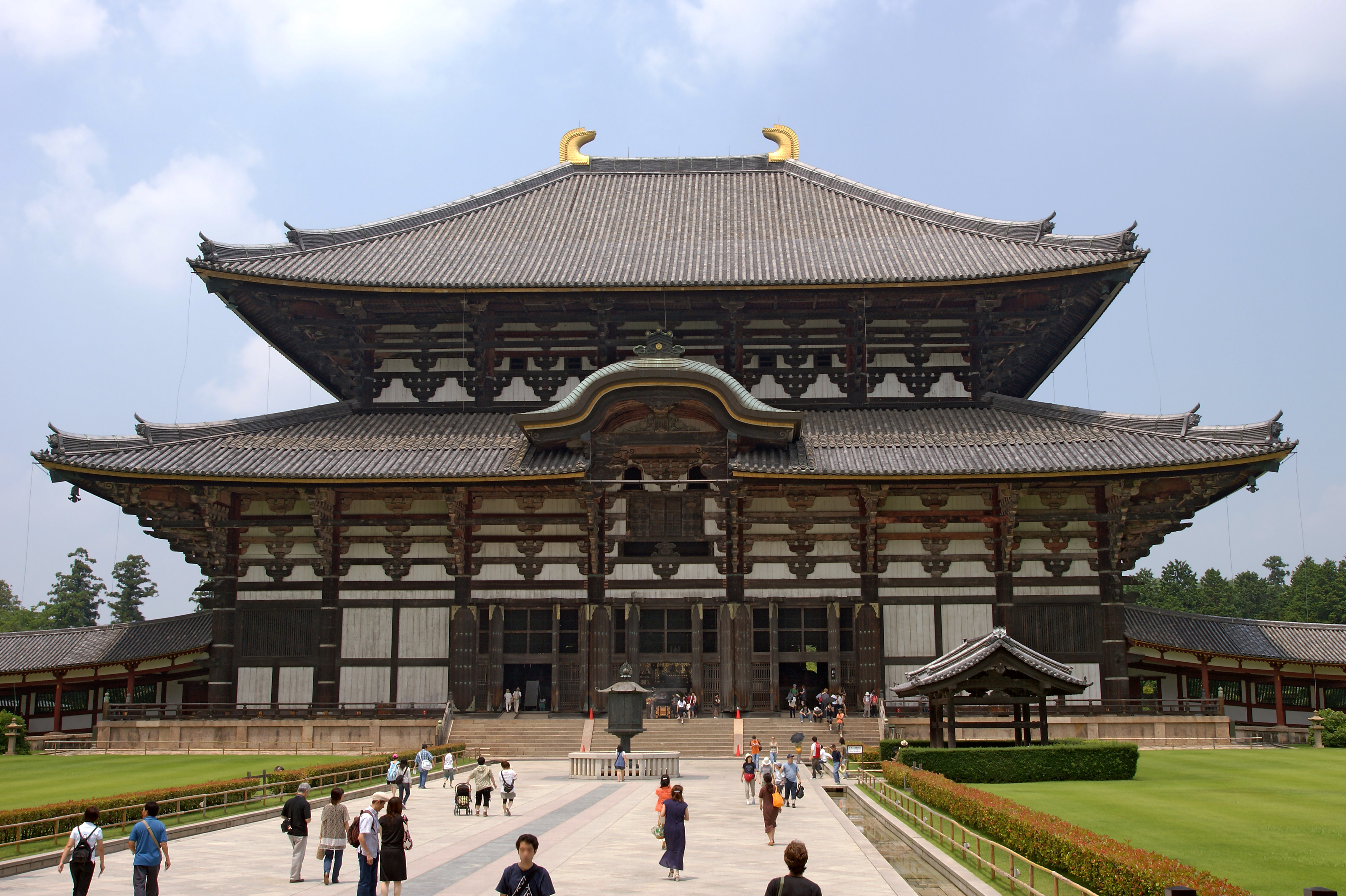
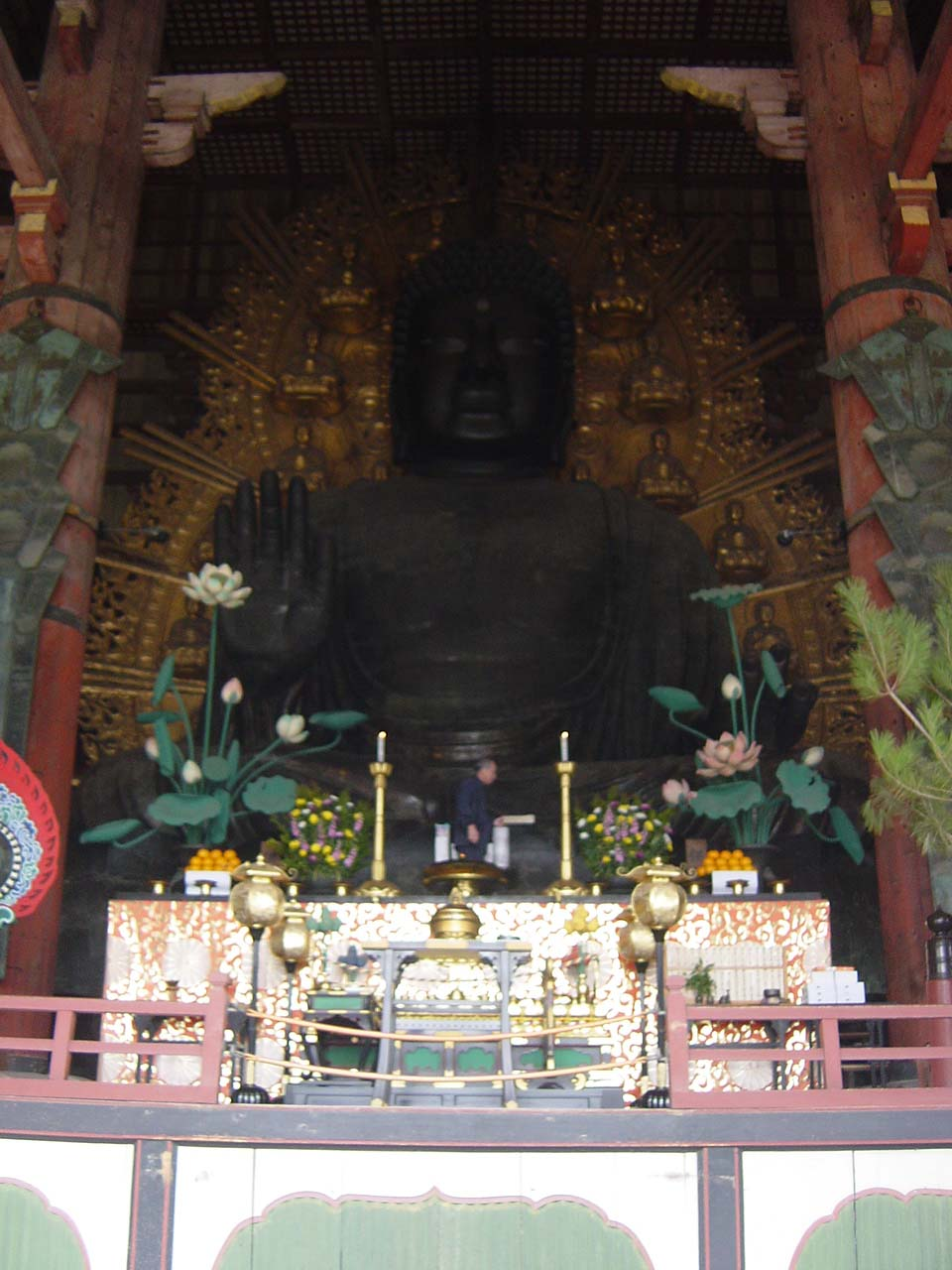
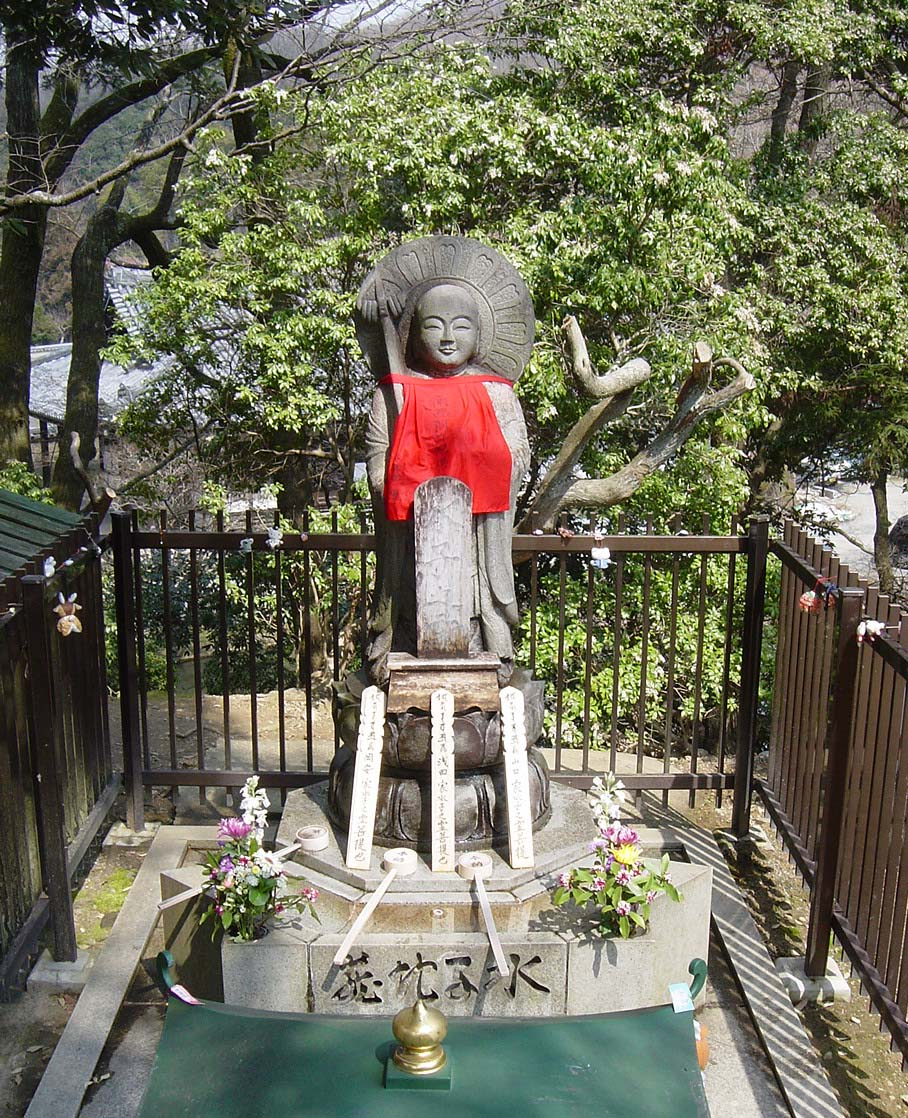
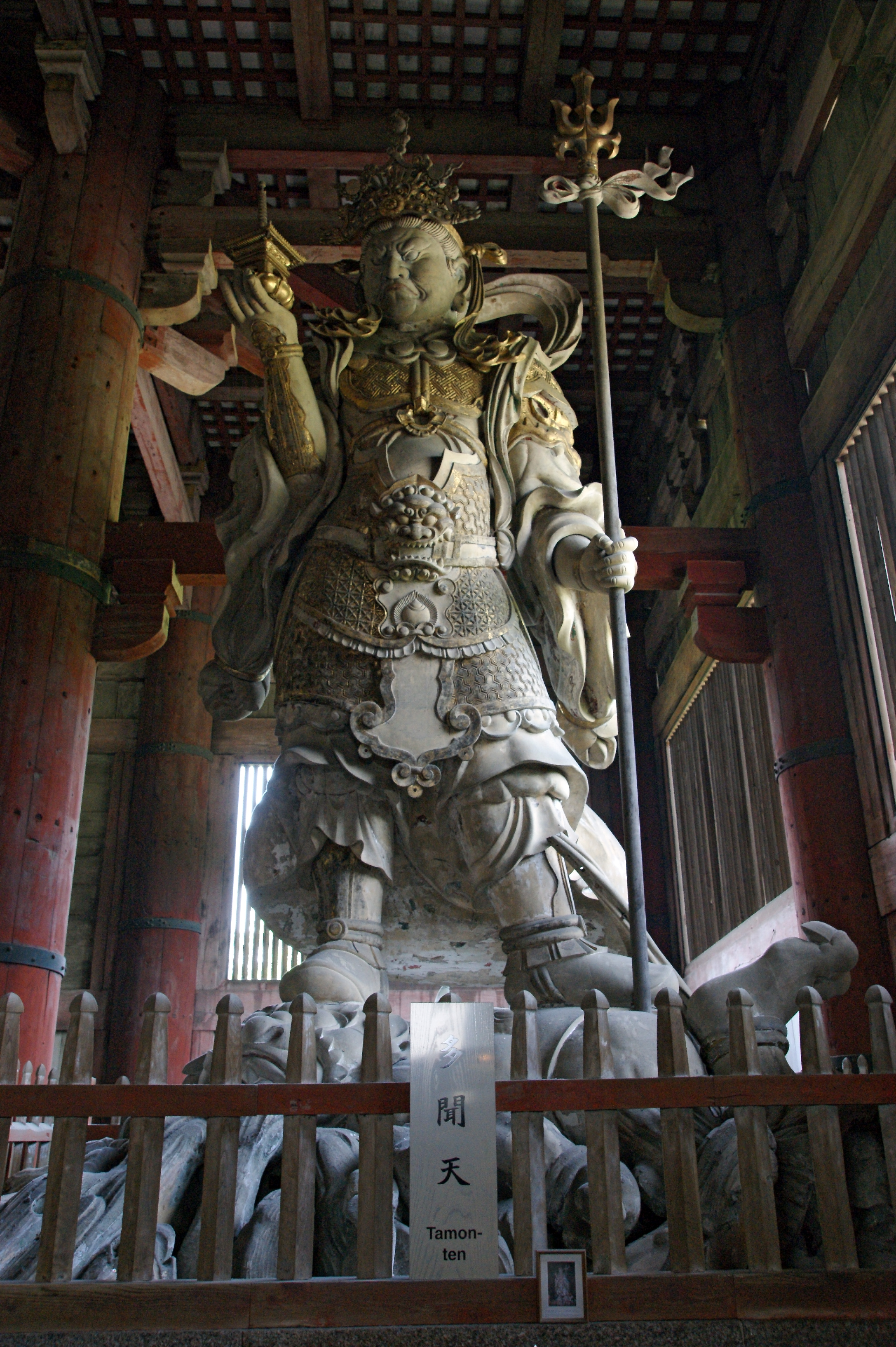
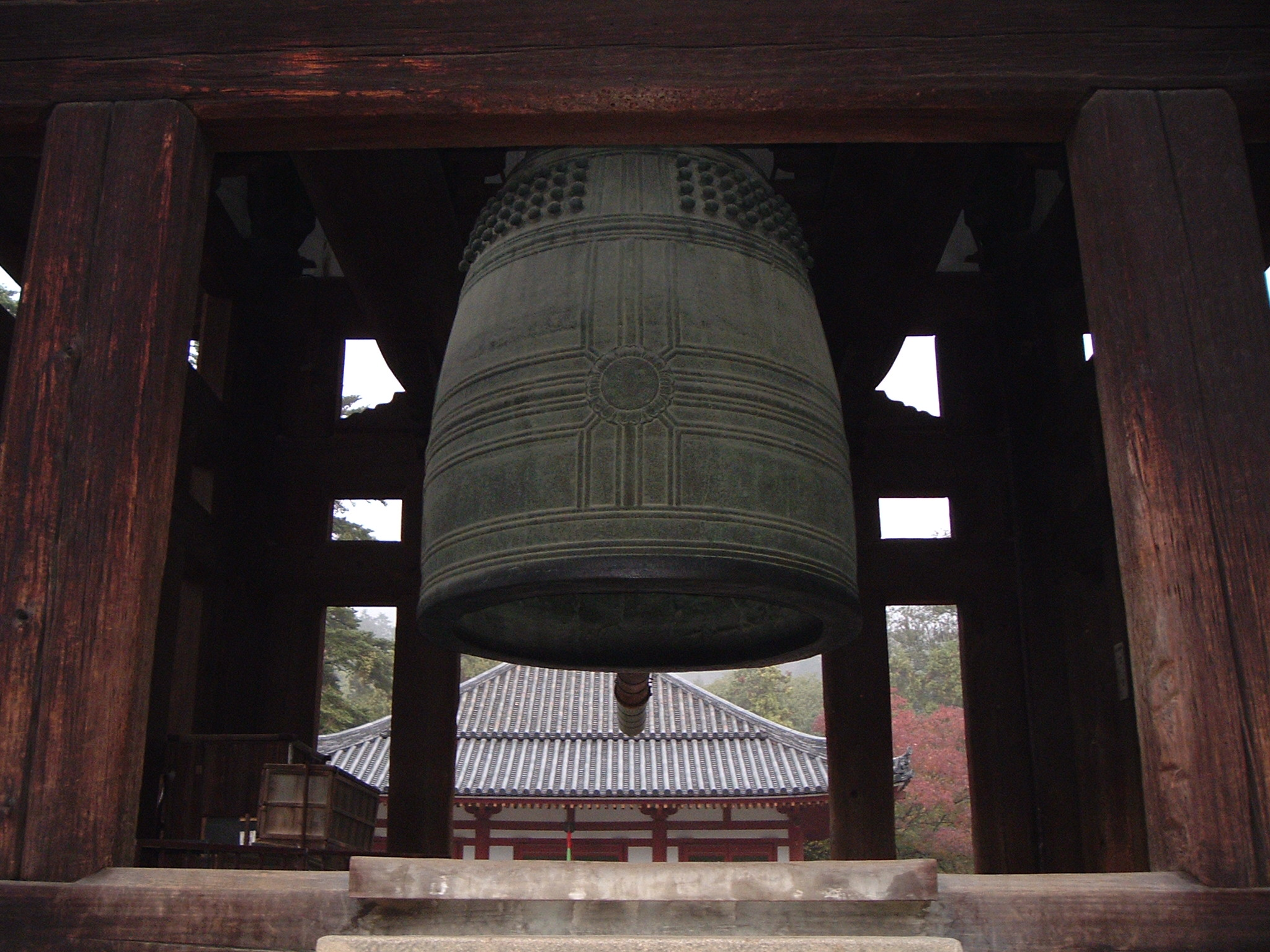
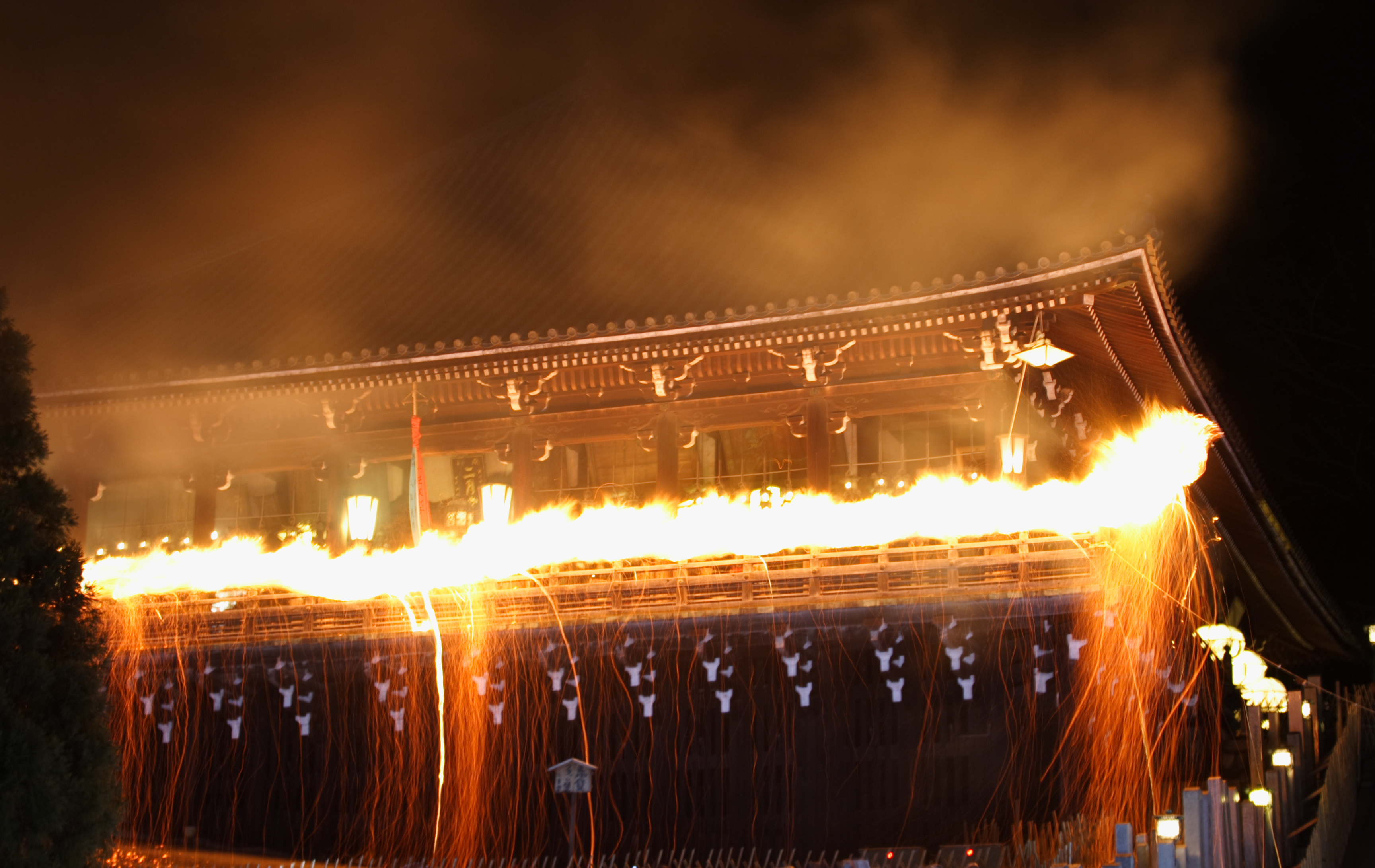
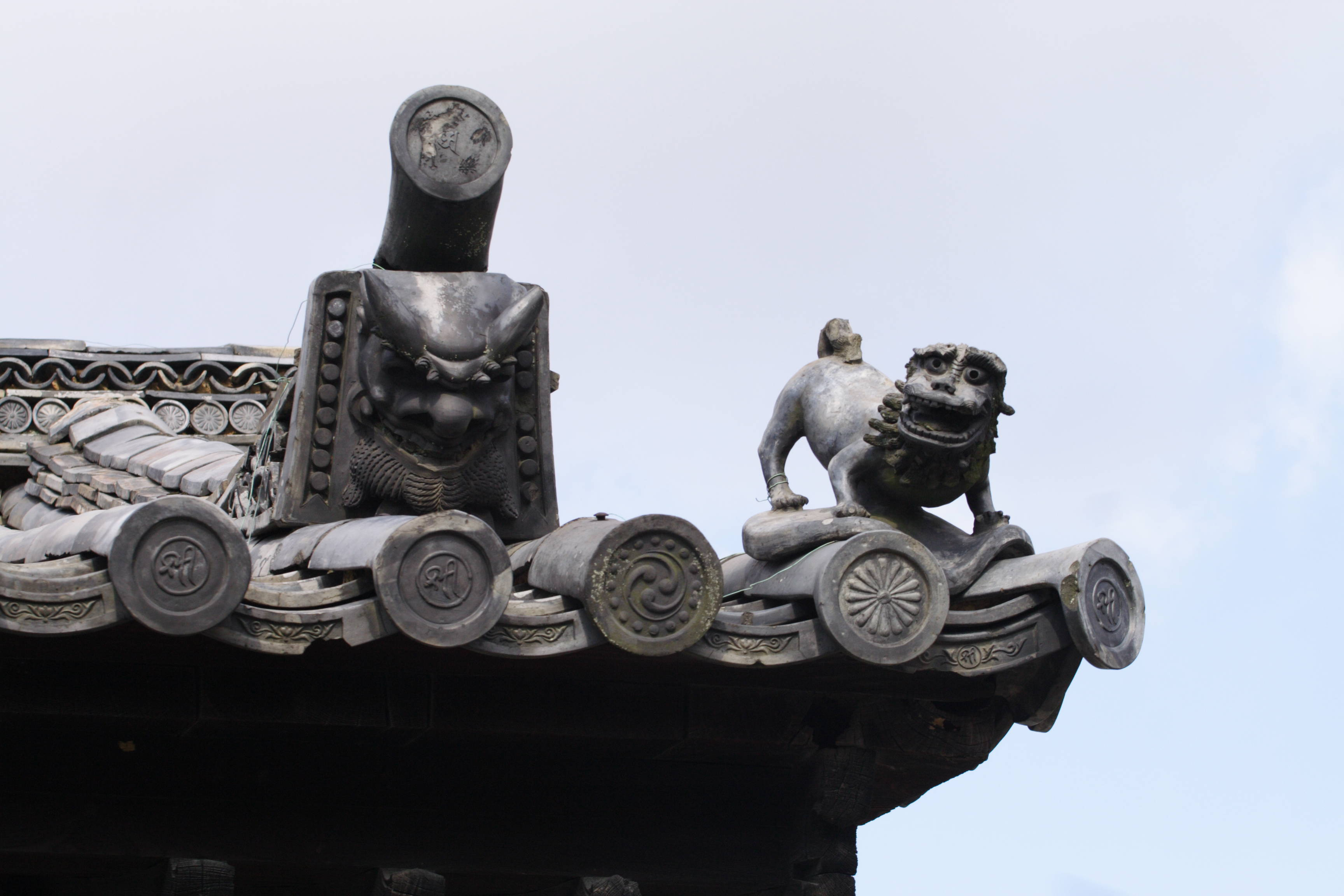
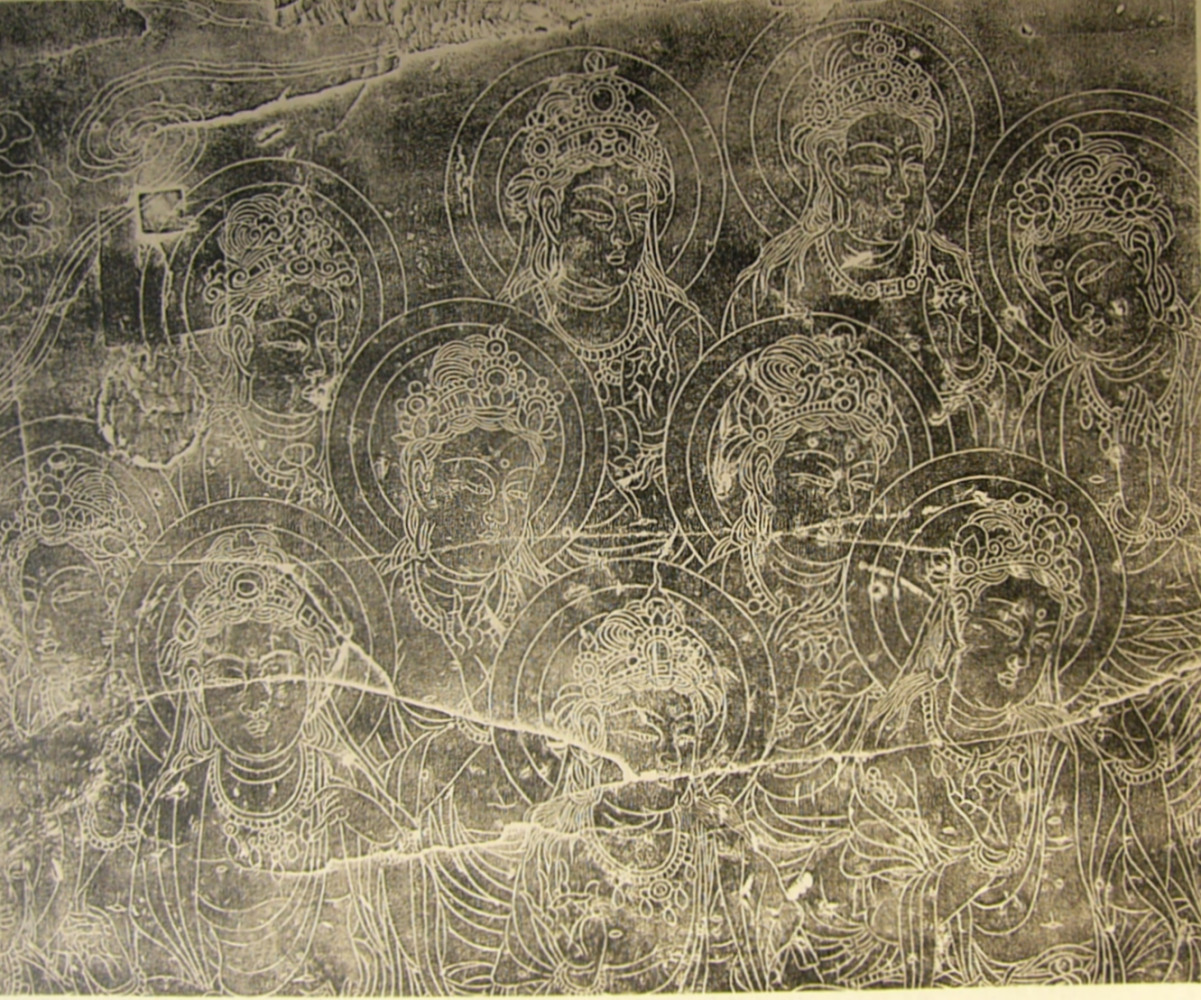
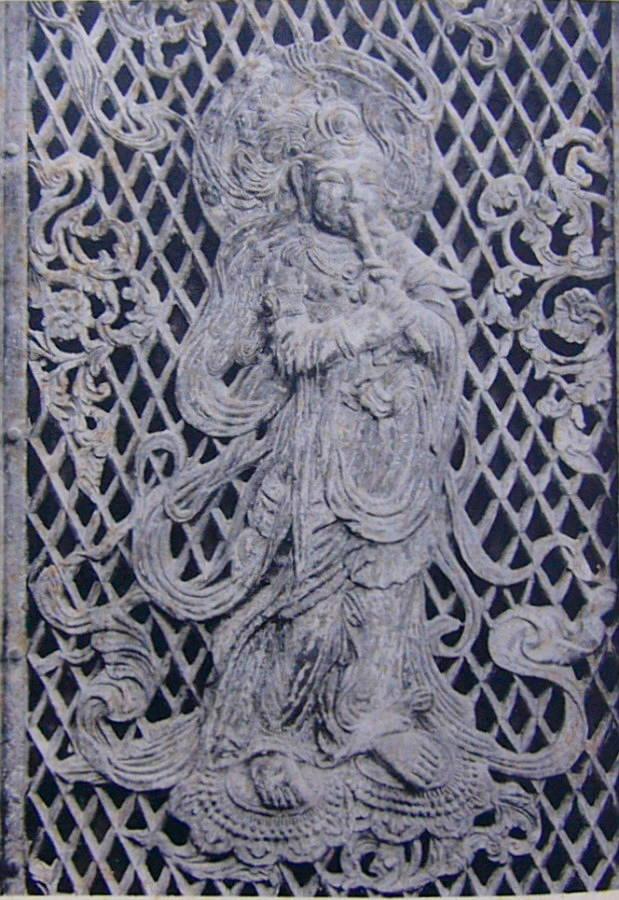
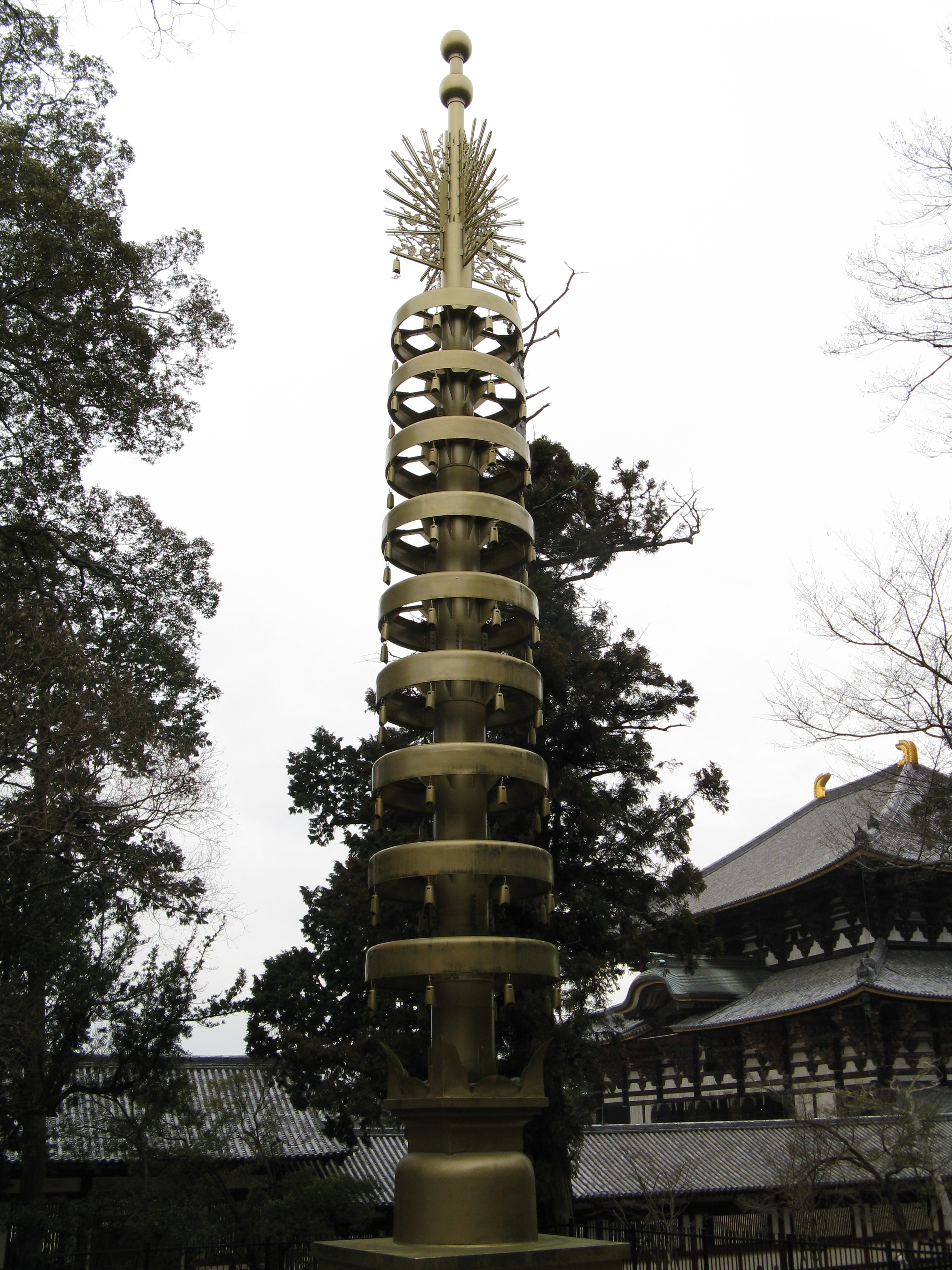
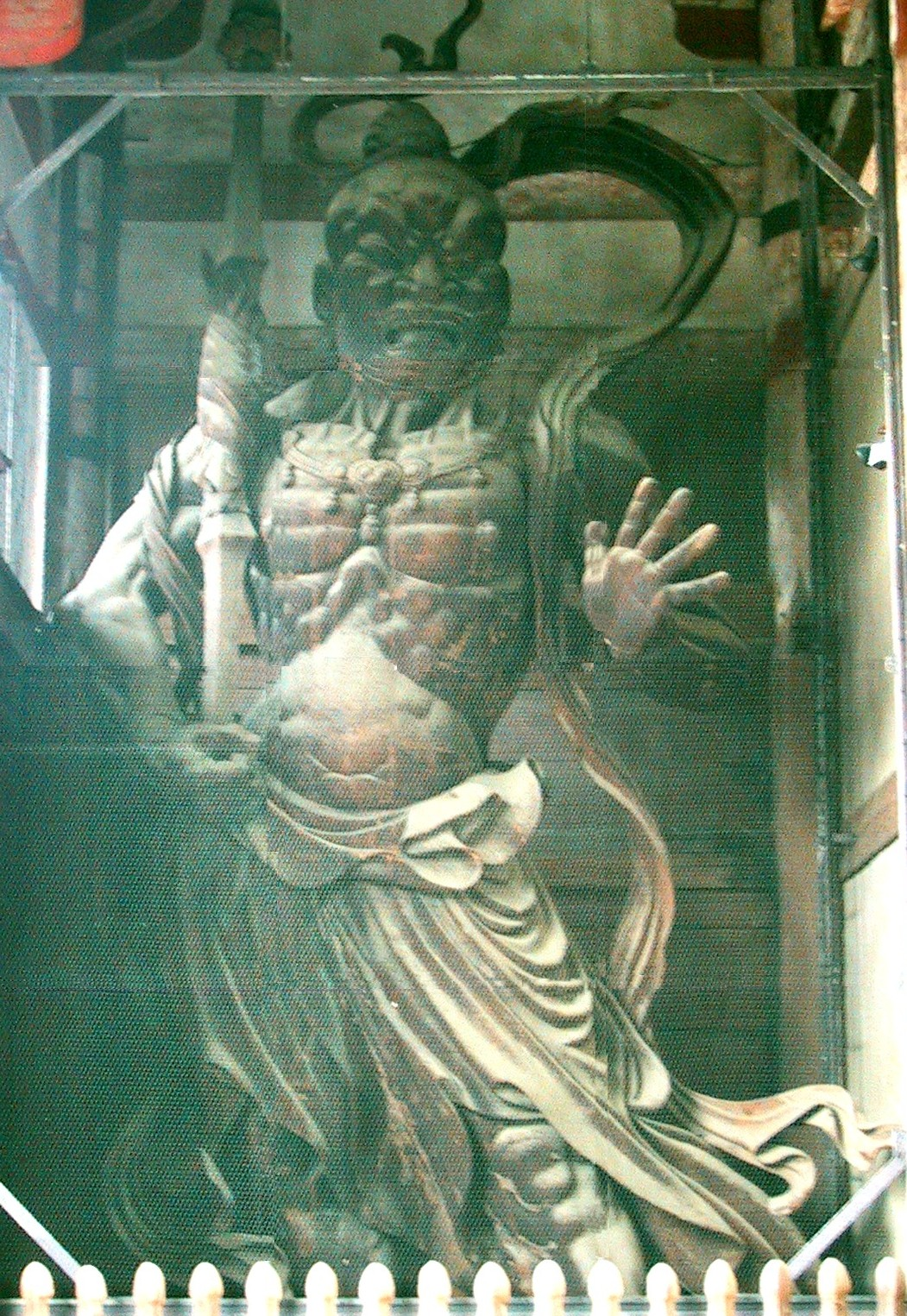
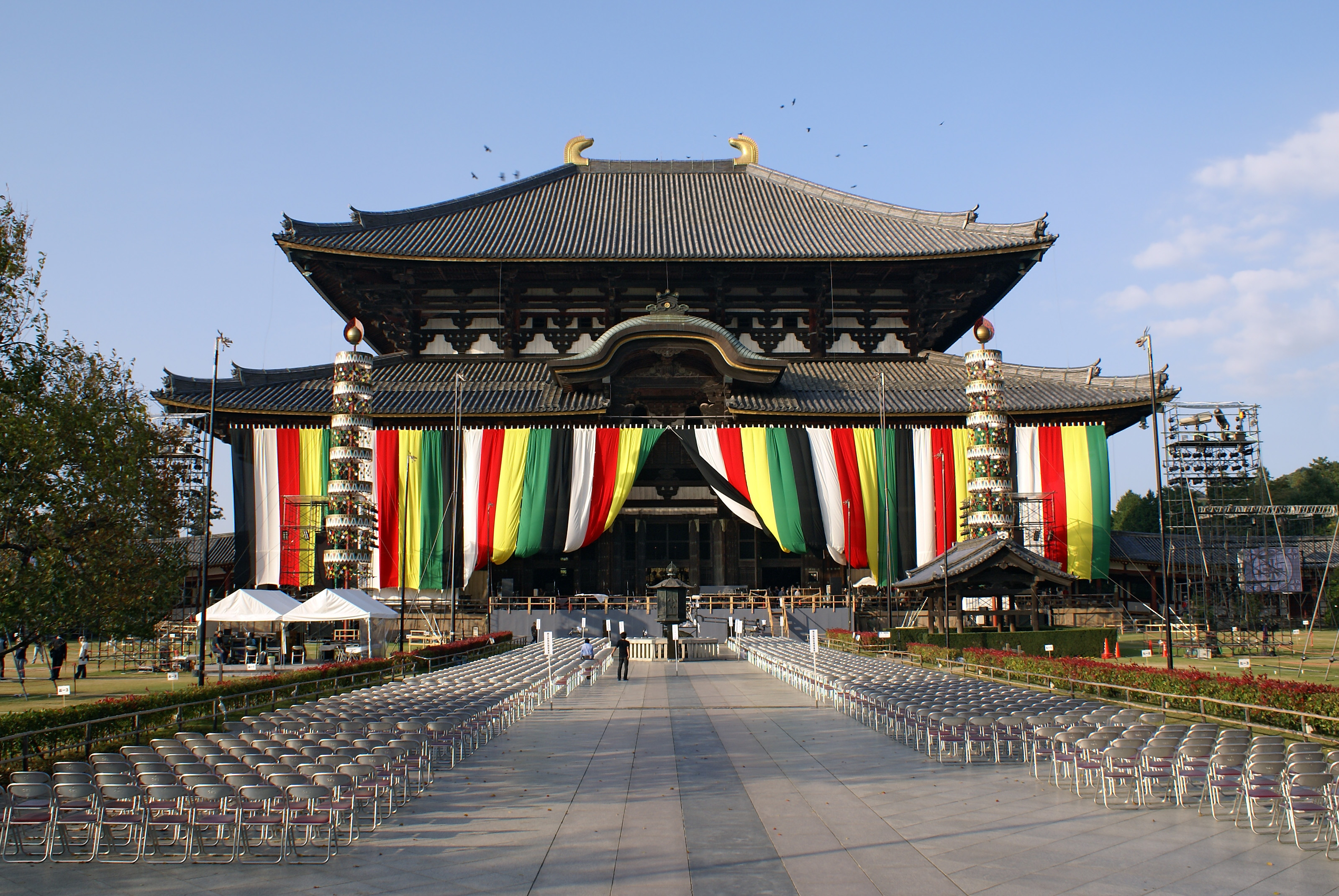
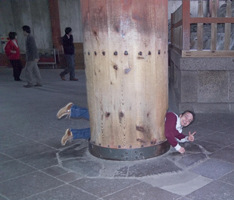
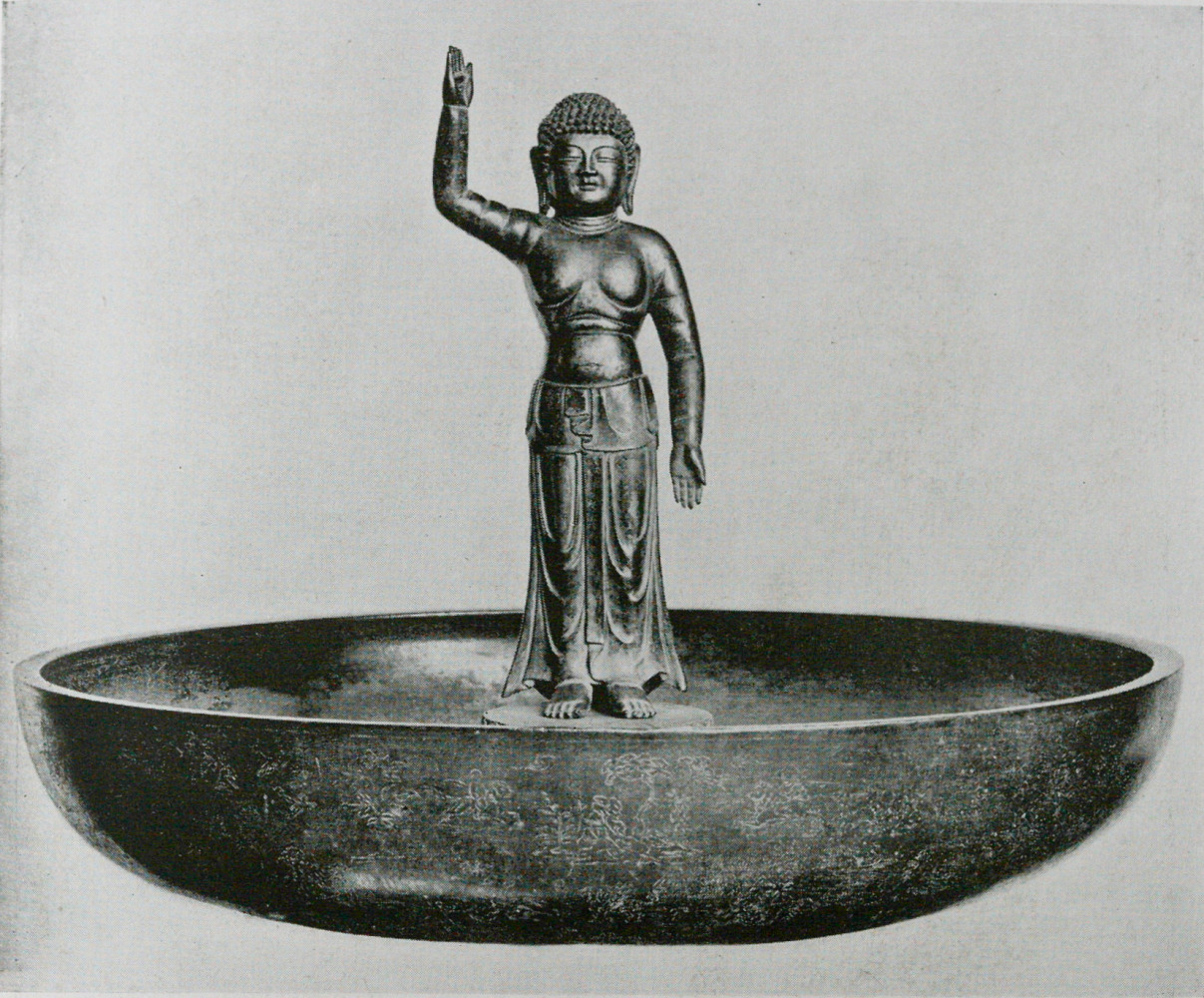